# Ahmed Kara-Ahmed
Ahmed Kara-Ahmed (ou Ahmed Kara) est un peintre et sculpteur algérien né à Alger le 22 mai 1923 et mort 20 septembre 2018.

## Biographie
Ahmed Kara fréquente les Beaux-arts d'Alger et de Paris et étudie la gravure. Il expose ses œuvres à Paris, Stockholm, Helsinki ainsi qu'en Italie, au Maroc, au Liban et en Irak.
Ahmed Kara est en 1964 l'un des fondateurs de l'Union nationale des arts plastiques et participe à son premier Salon. Fondateur du musée national des arts et traditions populaires d'Alger, il en est à partir de 1965 le conservateur durant plusieurs années. Participant à la fondation de plusieurs institutions culturelles et muséales en Algérie et à l'étranger, il est ensuite responsable des expositions du Centre Culturel Algérien de Paris.
En 2007 Ahmed Kara fait partie de l'exposition Les membres fondateurs de l'Union Nationale des Arts Plastiques (Mohamed Bouzid, Choukri Mesli, M'hamed Issiakhem, Bachir Yellès, Mohamed Ghanem, Mohamed Louail, Ahmed Kara,  Kheira Flidjani, Mohamed Temam, Mohammed Zmirli, Ali Khodja-Ali, Mohammed Khadda) organisée à la galerie Mohamed Racim.